# Calliergon
Calliergon es un género de briófitos hepáticas perteneciente a la familia Amblystegiaceae. Comprende 58 especies descritas y de estas, solo 15 aceptadas:

## Taxonomía
El género fue descrito por (Sull.) Nils Conrad Kindberg y publicado en Canadian Record of Science 6(2): 72. 1894. La especie tipo es: Hypnum cordifolium Hedwig, C. cordifolium (Hedwig) Kindberg 

## Especies aceptadas
A continuación se brinda un listado de las especies del género Calliergon aceptadas hasta junio de 2013, ordenadas alfabéticamente. Para cada una se indica el nombre binomial seguido del autor, abreviado según las convenciones y usos.
- Calliergon auriculatum (Mont.) Margad.
- Calliergon breidleri (Jur.) G. Roth
- Calliergon brunneo-fuscum (Müll. Hal.) Warnst.
- Calliergon columbico-palustre (Müll. Hal. & Kindb.) Kindb.
- Calliergon cordifolium (Hedw.) Kindb.
- Calliergon cuspidatum (Hedw.) Kindb.
- Calliergon diluvianum (Schimp.) Dixon
- Calliergon giganteum (Schimp.) Kindb.
- Calliergon megalophyllum Mikut.
- Calliergon nubigenum (Mitt.) Broth.
- Calliergon palustre (Huds. ex Brid.) Kindb.
- Calliergon purum (Hedw.) Naveau
- Calliergon richardsonii (Mitt.) Kindb.
- Calliergon stramineum (Dicks. ex Brid.) Kindb.
- Calliergon viridulum (Lindb.) Kindb.